# Klavdiá
Klavdiá är en ort i Cypern. Den ligger i distriktet Eparchía Lárnakas, i den östra delen av landet, 30 km söder om huvudstaden Nicosia. Klavdiá ligger 107 meter över havet och antalet invånare är 468. Den ligger på ön Cypern.
Terrängen runt Klavdiá är platt åt sydost, men åt nordväst är den kuperad. Trakten runt Klavdiá är ganska tätbefolkad, med 179 invånare per kvadratkilometer. Närmaste större samhälle är Larnaca, 10,4 km öster om Klavdiá. Trakten runt Klavdiá består till största delen av jordbruksmark.